# Долгополова, Татиана Владимировна
 Татиана Владимировна Долгополова  (род. 6 июня 1977, г. Магнитогорск) — российская певица и музыкант.
Работает в разнообразных музыкальных направлениях, в традициях русской и западноевропейской культур. Основоположница музыкального направления puzzle music (пазл-мьюзик). Музыкальные жанры певицы: авторская песня, духовный стих, романсы, эстрадная песня, industrial music, джаз, soul, world music. Диапазон голоса более пяти октав. Идеолог, художественный руководитель и солистка музыкального театра «Голос» (Санкт-Петербург)
В репертуаре Долгополовой песни на стихи М. Цветаевой, Б. Ахмадулиной, Н. Рубцова, А.Блока, иеромон. Романа, иеромонаха В. Рослякова, А. Барковой, Е. Клячкина и многих других, а также песни из репертуара А. Вертинского, Б. Окуджавы, Ю. Шевчука, Е. Фроловой и песни собственного сочинения. Исполняет песни на французском, английском, португальском языках.

## Образование
- 1987—1992 — музыкальная школа при Магнитогорской государственной консерватории имени М. И. Глинки (после 1990 г. — музыкальный колледж, с 1993 г. — структурное подразделение музыкального вуза), дирижерско-хоровое отделение.
- 1993—1995 — музыкальное училище имени М. И. Глинки, фортепианное отделение.
- 1995—1997 гг. — музыкальный колледж им. М. И. Глинки, эстрадно-джазовое отделение, класс вокала.
- 1998—2002 гг. — Санкт-Петербургский государственный университет культуры и искусств, специальность «Эстрадно-джазовое пение» (класс преподавателя Т. И. Ручинской).

## Творческий путь
1996 г. — во время гастрольного тура группы «ДДТ (группа)» в г. Магнитогорске запись Т. Долгополовой попала в руки Михаила Чернова, после чего состоялись встреча и беседа Долгополовой с Юрием Шевчуком, определившие дальнейший профессиональный и жизненный выбор певицы.
1997—1998 — переезд в Санкт-Петербург. 1998—1999 — солистка Санкт-Петербургского государственного театра «Мюзик-Холл». 1999 — первый сольный концерт в Театре эстрады им. А. Райкина.
7 апреля 2001 в Театре оперы и балета им. Н. А. Римского-Корсакова Долгополова дебютировала в спектакле «Покаяние Фаустуса» на музыку А. Шнитке, исполнив две роли — Мефистофеля и Гретхен (реж.-постановщик Н. Кромина).
2001—2006 — солистка Государственного концертно-филармонического учреждения «Петербург-Концерт».
2002 г. — работа в театрально-цирковом шоу Н. Стихановской в цирке «Автово» (Санкт-Петербург) в качестве певицы-клоунессы.
2002—2004 гг. — работа с театрально-цирковым шоу «Филатени».
2005 г. — премьера программы «Новая классика», совместной с композитором Игорем Дункулом, в Театре эстрады им. А. Райкина.
2008—2009 гг. — создание творческого объединения «музыкальный театр „Голос“». Создание программы «Чувство времени».
2014 г. — создание АНО поддержки и развития музыкального исполнительского искусства «Музыкальный театр „Голос“».
2014—2015 — Премьера. «Не молчи сердце» (часть 1). 2016 г. — «Не молчи сердце» (часть 2).
2018 г. — Премьера. Этно — программа «Иван» (часть 1).

## Награды
- 1996 — лауреат 1-й премии трех фестивалей: межрегионального — «Арт-платформа‘96» (г. Магнитогорск),

международного — «Рандеву плюс» (Магнитогорск), областного — «Арт-старт-96» (г. Челябинск).
- 1997 — лауреат 1-й премии фестиваля «Арт-платформа‘97».
- 1999 — лауреат 1-й премии Первого открытого конкурса артистов эстрады им. А. Райкина (Санкт-Петербург).
- 2003 — лауреат трех конкурсов: I Межрегионального конкурса артистов эстрады (Санкт-Петербург); I Всероссийского конкурса артистов эстрады «Радуга талантов» (Москва); IV Международного фестиваля им. К. И. Шульженко (Харьков, Украина).
- 2007—2008 — участник и лауреат двух фестивалей православной духовной песни «Невские купола» (худ. рук. И. Скорик).

## Дискография
- 2000 — сольный альбом «Печаль моя светла».
- 2007 — сингл «Im dreaming on» (Cosmonote, Italy); Ataraxy Records & Booking.[1]
- 2008 — сингл «The trip» (Kinky Vinyl (UK)), Ataraxy Records & Booking.
- 2011 — CD с записью концерта программы «Чувство времени».
- 2012 — запись мини-альбома с участием струнного квартета Primavera п./у. Ю. Розовской.
- 2018 — альбом «Tatiana Dolgopolova». Лейбл: издательство Хорошая музыка.

## Саундтреки
- 2002 — телесериал «Подружка Осень» (студия «Позитив», реж. К. Капица), песни: «Подружка Осень», «Дом» (Дождливой темною порой).
- 2004 — «Большой фильм про Поросёнка» (мультфильм) — дубляж.
- 2005 — «Винни и Слонотоп» (мультфильм) — дубляж.
- 2011 — «Пираты Карибского моря: На странных берегах» — «Песня Русалки» — дубляж.

## Сотрудничество
- Ленинградский диксиленд п./у. О. Кувайцева (Санкт-Петербург).
- Ансамбль «Стиль пяти» (Санкт-Петербург).
- Коллектив Яна Бедермана (Москва).
- «Русская роговая капелла» (рук. С. Н. Песчанский, Санкт-Петербург).
- Композитор Игорь Дункул (Санкт-Петербург).
- Леннаучфильм — саундтрек к документальному фильму «…после Византии» (реж. П. Медведев) — «На небе вороны».

## Отзывы о Татиане Долгополовой
Исаак Шварц (композитор):
«…Несомненно, Татиана талантлива, имеет своё оригинальное лицо. Многое в её исполнении убедительно и прекрасно…»

Татьяна Москвина (российский журналист, театральный и кинокритик, публицист):
«Татиана Долгополова аномальна! Она нестандартна тотально: необычная внешность, необычный голос, необычное отношение к жизни, к профессии… Это, скорее, проникновение от звука в душу…»

Ирина Дудина (журналист «Богемный Петербург»):
«Когда на сцену выходит очень высокая и очень тонкая женщина, похожая на ожившую вытянутую фигурку со средневековых фресок, и начинает петь ангельским голосом, возникает ощущение, что у неё за спиной прорастают неземные крылья и пение её ведет за собой в какую-то пробоину в небе…»